# سیارک ۳۶۸۰۰
سیارک ۳۶۸۰۰ (به انگلیسی: 36800 Katarinawitt، نامگذاری:2000SF45) سی و شش هزار و هشتصدمین سیارک کشف شده‌است که در ۲۸ سپتامبر ۲۰۰۰ کشف شد.